# 萨姆·埃林格
塞缪尔·乔治·埃林格（Samuel George Ehlinger，1998年9月30日—）是美式橄榄球德克萨斯长角牛队的四分卫 。毕业于德克萨斯州奥斯汀的Westlake高中的他在2015年7月开始就读于得克萨斯大学奥斯汀分校并且在两年后正式开始服役。Ehlinger在他大二的时候正式成为得克萨斯大学奥斯汀分校首发四分卫，在他的带领下他的队伍自2009年以来首次进入Big 12协会冠军赛并以10-4的战绩赢得2019年的Sugar Bowl。

## 早期生活
Ehlinger在德克萨斯州奥斯汀的 Westlake高中担任四分卫。 在大三赛季结束后，他被评为MaxPreps全国少年年度最佳球员，以及被Rivals.com评为四星级新人。    他于2015年7月28日正式开始得克萨斯大学奥斯汀分校橄榄球队担任四分卫的位置。 